# Українська православна церква США
Украї́нська правосла́вна це́рква США (УПЦ США; англ. Ukrainian Orthodox Church of the USA, грец. Οὐκρανική Ορθόδοξος Εκκλησία ἐν HΠΑ, ісп. Iglesia ortodoxa ucraniana EE. UU.) — православна митрополія Вселенського патріархату Константинополя з 1990 року, була створена незалежною у 1918 році, яка об'єднує переважно американців українського походження й українців. Складається з двох єпархій, якими керують два єпископи, включаючи близько 115 діючих парафій і 2 місій. Українська православна церква США у Сполученому Королівстві Велика Британія знаходиться у віданні єпископа Іоанна (Дерев'янки). Церква має свої парафії в Австралії та Новій Зеландії, де їх очолює священик Микола Сердюк. Нині предстоятелем церкви є митрополит Антоній. Катедра церкви та консисторія знаходяться в Саут-Баунд-Бруку, Нью-Джерсі. 
УПЦ США, разом з УПЦ Канади та УПЦ в діаспорі, є прямою спадкоємницею Української автокефальної православної церкви, що була утворена у складі Польської православної церкви у 1942 році за благословення митрополита Варшавського Діонісія (Велединського), однак у 1950-тих роках зв'язок і Польською православною церквою було втрачено і діаспорні українські юрисдикції опинилася на кілька десятиліть у канонічній ізоляції яка припинилася лише у 1990-х роках коли УПЦ США, УПЦ Канади й УПЦ в діаспорі були прийняті до складу Вселенського патріархату Константинополя. Українська православна церква США отримує від Вселенського патріархату Константинополя миро, він же затверджує обраних єпископів.

## Історія
У 1919 році декілька груп українців в США організували автономну українську православну церкву.
У 1924 році її прибув очолити єпископ Української автокефальної православної церкви Іван Теодорович (він отримав висвячення від митрополита Василя Липківського), канонічність висвячення якого оспорювалася. У США і Канаді йому підпорядковувалось близько 300 парафій, 60 священиків, а також 20 парафій було в Бразилії.
У 1942 році, коли гоніння на церкву в Україні під німецькою окупацією зменшилися, там було висвячено ряд єпископів Української автокефальної православної церкви. Один із цих єпископів, архиєпископ Мстислав (Скрипник), у 1948 році емігрував до Канади, щоб очолити юрисдикцію Української православної церкви Канади. Але в 1949 році він переїхав до США і приєднався до групи владики Богдана (Спилки). Після від'їзду архієпископа Мстислава з Канади (через незгоду з управлінням Канадської Церкви) Канадську Церкву очолив митрополит Іларіон Огієнко. Мстислав бажав єдності обох юрисдикцій і працював над примиренням двох церков і переконанням Теодоровича прийняти переосвячення як умову унії.
У 1949 році митрополит Теодорович був повторно висвячений православними єпископами, що закрило питання легітимності його єпископства.

### Об'єднавчий собор
14 жовтня 1950 року в Нью-Йорку відбувся об'єднаний собор Української православної Церкви у США; оголошено про утворення єдиної митрополії УПЦ США; митрополитом обрано архієпископа Івана, його заступником — архієпископа Мстислава. У склад ієрархії прийнято новоприбулого архієпископа Геннадія з Української автокефальної православної церкви. Собор ухвалив статут і обрав керівні органи Церкви.
У 1971 році митрополит Теодорович помер, його змінив митрополит Мстислав (Скрипник) (†1993), який в 1990 році був вибраний у Києві патріархом Української автокефальної православної церкви.
У 1993 р. в Українській православній церкві США і діаспори на місце покійного патріарха Мстислава був обраний митрополит Ірінупольскій Костянтин (Баган). Новий предстоятель, на відміну від попередника, взяв курс на дистанціювання від УАПЦ і одночасне зближення з Вселенським Патріархатом.   

### Приєднання до Вселенського патріархату Константинополя
12 березня 1995 церква на правах митрополії відійшла під юрисдикцію Вселенського патріархата Константинополя, а в подальшому до неї приєдналася менш чисельна УПЦ Америки.
Перед об'єднанням церква нараховувала близько 200 парафій, а також парафії в багатьох інших країнах.
15-ий собор УПЦ США 18 жовтня 1998 року офіційно затвердив розподіл на три єпархії. Керуючим Східною єпархією залишився архієпископ Нью-Йоркський Антоній (Щерба), а керуючим Західною єпархією залишився архієпископ Чиказький Всеволод (Майданський).
6 жовтня 2007 року 18-й Черговий Собор УПЦ США номінував ієромонаха Даниїла на єпископа для УПЦ США. 9 січня 2008 року Патріарх Варфоломій і Великий і Священний Синод Константинополя офіційно обрали і ритуально включили архімандрита Даниїла в Диптих Святого Православ'я як титулярного єпископа Памфілонського. Владика Даниїл був висвячений на єпископа в травні 2008 року в Свято-Володимирському Українському Православному Соборі, Парма, Огайо.

#### Схизма
Акт відмови від автокефалії УПЦ США та входження під омофор Вселенського патріархату Константинополя, який залишив УПЦ США без зв’язку з будь-якою з православних церков в Україні, призвів до того, що декілька парафій вийшли з УПЦ США та увійшли під омофор Української православної церкви Київського патріархату, хоча деякі прихильники цих парафій стверджували, що вони залишаються в тій самій церкві і що це ієрархія УПЦ США, яка зараз знаходиться в іншій церкві. У 1998 році 4 парафії перейшли до УПЦ КП.
У 1999 році Митрополія УПЦ США подала до суду проти однієї з таких громад - парафії Вознесіння Господнього у м. Кліфтон (штат Нью-Джерсі), вимагаючи повернення храму та нерухомого майна. Після тривалого судового процесу і проходження справи через усі судові установи штату Нью-Джерсі, верховний суд цього штату у 2009 р. остаточно відмовив у задоволенні цього позову, залишивши майно за громадою УПЦ КП. Незважаючи на рішення суду, на сайті УПЦ США до 2014 року церква Вознесіння Господнього та кілька інших парафій, які юридично входили до складу УПЦ КП, вказувалися як парафії УПЦ США.

### Сучасність
16-ий собор УПЦ США 10-14 жовтня 2001 року ухвалив рішення будувати музейну частину Історико-освітнього комплексу УПЦ, землю під який тоді ж було освячено.
Ієрархи і духовенство УПЦ в США, однією з резолюцій свого засідання Ради Митрополії, котра збиралась з Благословіння Святійшого Патріарха Варфоломія 1-3 лютого 2007 року, прямо засудили розкольницькі дії Київського Патріархату в США. Тоді у постанові було сказано зокрема наступне: 
“Осуджуємо постійне втручання в життя Української Православної Церкви в США Української Православної Церкви Київського Патріархату, чого найновішим доказом є призначення свого єпископа на Сполучені Штати Америки. Хоч ми, члени Ради Митрополії УПЦеркви в США, непохитні у нашому бажанні і наших стараннях закінчити розкол, що дошкуляє православним українцям в Україні, засуджуємо всякі махінації, що мають за ціль розбити віру і порядок УПЦеркви в США і діаспорі”. (Резолюція 4, надруковано в журналі “Українське Православне Слово” №4 квітень 2007 р.). 
20 червня 2020 року була заснована нова парафія у Маунтін Хоум, штат Арканзас.
У лютому 2024 року Свято-Володимирський собор у Пармі, штат Огайо, під час візиту архиєпископа Даниїла відбулися парафіяльні збори, на яких 83,8% присутніх проголосували за перехід на новоюліанський календар.

#### Російське вторгнення в Україну
Як тільки розпочалась повномасштабне російське вторгнення в Україні, ієрархи УПЦ США обговорили із патріархом Вартоломієм І питання співпраці задля допомоги Україні і зустрілись в Генеральному консульстві України в Стамбулі. Після цих зустрічей  УПЦ США розпочала постачання гуманітарної допомоги в Україну. На початку березня 2022 року допомога від УПЦ США прибула в Київ. 
19 квітня 2022 року предстоятель ПЦУ митрополит Епіфаній передав благодійну допомогу від УПЦ США постраждалим жителям Бучі, Василькова та Ірпеня. Крім цього УПЦ США пожертвувала машини швидкої допомоги та вантажівки для допомоги постраждалим українцям.
У рамках благодійної співпраці Православної Церкви України та Української Православної Церкви США понад п’ять тисяч пасхальних приношень було роздано в Бучі, Ворзелі, Гостомелі, Ірпені, Макарові та інших населених пунктах, які постраждали від російського вторгнення.
Станом на 20 вересня 2022 року УПЦ США зібрала 2,4 мільйона доларів для допомоги українцям. Допомога УПЦ США розподіляється в таких містах: Дніпро, Київ, Луцьк, Львів, Маріуполь, Одеса, Сєвєродонецьк, Суми, Харків, Яворів.
З початку повномасштабного вторгнення в Україну УПЦ США надіслала понад 170 медичних машин швидкої допомоги та транспортних засобів матеріально-технічної підтримки в Україну.

## Єпархії

### Східна єпархія
Східна єпархія з осідком у Нью-Йорку обіймає територію північних приатлантичних штатів країни. Єпархію очолює владика Антоній (Щерба), титулярний архієпископ Ієрапольський, першоієрарх УПЦ в США і глава Консисторії, керівного органу УПЦ в США, розташованого у славнозвісному центрі українського православ'я в Саут-Баунд-Брук (Нью-Джерсі). Там же знаходиться семінарія Святої Софії.

### Західна єпархія
Західну єпархію з осідком у Чикаго очолює Даниїл (Зелінський) архієпископ Памфільський.

### Колишні єпархії
Центральна єпархія існувала з 1995 до 2012 року, коли була скасована через невелику кількість наявних там парафій. Єпархію очолював владика Антоній (Щерба), митрополит Єрапольський, предстоятель УПЦ в США і УПЦ в діаспорі. До єпархії належали центральні та південно-східні штати, а кафедральним містом була Парма, хоча єпархіальний архієрей мешкав у Піттсбурґу (Пенсільванія).

## Навчальні заклади
- Духовна семінарія Святої Софії (Сомерсет, Нью-Джерсі)[25]

## Предстоятелі
- Митрополит Іоанн (Теодорович) (1924—1971)
- Митрополит Мстислав (Скрипник) (1971—1993)
- Митрополит Константин (Баган) (1993—2012)
- Митрополит Антоній (Щерба) (з 14 листопада 2012)

## Видання
Друкований орган — «Український Православний Вісник» (до 1967 виходив неперіодично під назвою «Український Вісник»), видається з 1935 року.